# Z de l'Au del Paradís
Z de l'Au del Paradís (Z Apodis) és una estrella variable a la constel·lació de l'Au del Paradís. Té una magnitud aparent visual que varia entre 10,7 i 12,7, durant un període de 39.37 dies. Encara que es descriu en el General Catalogue of Variable Stars com una estrella variable cataclísmica, sembla que és una estrella variable polsant i ha estat classificada com una estrella variable RV Tauri, tipus A.